# Moronata
Moronata là một chi bướm đêm thuộc phân họ Tortricinae của họ Tortricidae.

## Các loài
- Moronata eriosocii Razowski & Pelz, 2003